# Antoni Zaleski (nauczyciel)
Antoni Jan Zaleski także jako Załęski, ps. „Zaleski” (ur. 9 stycznia 1890 w Podhajcach, zm. 31 października 1915 w Kowlu) – sekcyjny Legionów Polskich, działacz niepodległościowy, kawaler Orderu Virtuti Militari, nauczyciel.

## Życiorys
Urodził się 9 stycznia 1890 w Podhajcach, w rodzinie Józefa i Anny z Bochunów lub Bohunów (ur. 1863). Ukończył c. k. Seminarium Nauczycielskie Męskie w Stanisławowie i podjął pracę w szkołach ludowych jako nauczyciel. 
W 1914 otrzymał powołanie w szeregi armii austriackiej. Ranny pod Brzeżanami dostał się do niewoli rosyjskiej, z której uciekł. W lipcu 1915 wstąpił jako ochotnik do Legionów Polskich i został przydzielony do 1. kompanii 6 pułku piechoty w stopniu sekcyjnego. 24 października 1915, w trakcie bitwy pod Kuklami i Kamieniuchą, został ranny w rejonie folwarku Kopne. Zmarł 31 października 1915 w Kowlu, w następstwie odniesionych ran. Był kawalerem, dzieci nie miał. 
Były dowódca 1. kompanii 6 pułku piechoty Legionów Polskich podpułkownik Maksymilian Milan-Kamski we wniosku na odznaczenie Orderem Virtuti Militari napisał:

Kapral Załęski Antoni Jan (pseudo Zaleski). Wstąpił do Legionów w lipcu 1915 r. (uciekł z armii austriackiej). Lwowianin.
Uciekł z armii austriackiej by wstąpić do Legionów Polskich. Wychodzi z 6 pp w pole. Bierze udział we wszystkich walkach, które kompania odbyła do dn. 24 X 1915 r. Odznacza się walecznością i wysokim patriotycznym nastrojem. W ataku na folwark Kopny dn. 24 X 1915 r. dowodzi swą sekcją, po zajęciu zabudowań posunąwszy się do lasu leżącego za folwarkiem natyka się ze swą sekcją na gęstą falę piechoty moskiewskiej, pędzącej do kontrataku na folwark. Kapral Zaleski usiłuje powstrzymać nacierających bagnetem. Sekcja jego walczy wręcz z przemożnym nieprzyjacielem, zagrzewa ją po bohatersku kpr. Zaleski skutecznie obezwładniając kilku przeciwników. Wreszcie pada sam, ugodzony bagnetem moskiewskim w brzuch. Krótka, lecz zacięta walka na bagnety sekcji kpr. Zaleskiego i innych sprowadziła znaczne pomieszanie się kontratakującego nieprzyjaciela, osłabiła jego tempo i umożliwiła swoim przygotować na linii dworku należytą odprawę dla przeciwuderzenia, a dworek utrzymać w swoim posiadaniu.
Z pobojowiska wyniesiony później i odesłany na tyły zmarł z ran.

## Ordery i odznaczenia
Polskie ordery i odznaczenia zostały mu nadane pośmiertnie.
- Krzyż Srebrny Orderu Wojskowego Virtuti Militari nr 6424 – 17 maja 1922[15][16][2][12]
- Krzyż Niepodległości – 6 czerwca 1931 „za pracę w dziele odzyskania niepodległości”[17][1][18]
- Krzyż Walecznych dwukrotnie nr 39609[19] – 22 czerwca 1923 „za czyny orężne w bojach byłego 6 pp Leg.”[20][21]
- Srebrny Medal Waleczności 2. klasy[22]

W 1932 Anna Zaleska odebrała Krzyż Orderu Virtuti Militari nadany jej synowi.